# Stefano Allocchio
Stefano Allocchio (nascido em 18 de março de 1962) é um ex-ciclista de estrada e pista italiano. Profissional de 1985 a 1993. Ele montou em duas edições do Tour de France, nove no Giro d'Italia e uma na Volta à Espanha. Também competiu na prova de perseguição por equipes nos Jogos Olímpicos de Los Angeles 1984.